# Benedetto Colajanni
Benedetto Colajanni (Catania, 10 ottobre 1927 – Scopello, agosto 2009) è stato un ingegnere e attore italiano.
Nipote di Napoleone Colajanni, ereditò dal nonno la passione politica, che ne impregnò fortemente l'attività. Ha operato professionalmente sul territorio siciliano realizzando svariati progetti nei differenti ambiti dell'edilizia e dell'urbanistica.
Ha partecipato alla realizzazione del lungometraggio Il sasso in bocca (1969), di Giuseppe Ferrara, improvvisandosi attore; il film denunciava l'affermarsi della mafia siciliana e napoletana nell'Italia del dopoguerra. Analogamente accettò una piccola parte nel film Cento giorni a Palermo (1984) dello stesso regista.
Le opere sono caratterizzate dall'onere etico e morale legato all'impegno sociopolitico proprio di alcuni ambiti: dall'attività urbanistica, definita talvolta "113 urbanistico", al ruolo civile dell'architettura, sino all'attenzione verso l'innovazione tecnologica.
Ampia è l'attività pubblicistica, inizialmente sollecitata dall'approvazione del Piano Regolatore Generale di Palermo, alla redazione del quale aveva partecipato in quanto funzionario dell'apposito ufficio tecnico comunale.
Durante la docenza di Architettura Tecnica presso la Facoltà di Ingegneria dell'Università degli Studi di Palermo, dal 1955 e al 2002, ha pubblicato su riviste nazionali ed internazionali, tra le quali Casabella, trattando le problematiche riguardanti il centro storico di Palermo e quello di Agrigento. Durante la sua attività accademica si impegnò particolarmente per lo sviluppo dell'Architettura Tecnica e per la creazione della figura dell'Ingegnere Edile-architetto.
La partecipazione ad appalti per la realizzazione a Palermo ed a Bologna di quartieri di edilizia residenziale pubblica con le Cooperative di Produzione e Lavoro dell'Emilia Romagna lo spinge ad approfondire con una serie di ricerche, sia teoriche che con modelli matematici e fotoelastici, i "muri trasversali di irrigidimento"; le tematiche di tali ricerche sono riportate in una serie di pubblicazioni realizzate, anche sotto la sua guida, da giovani collaboratori.
La sua attività professionale nel campo dell'urbanistica e la conoscenza profonda della realtà edificatoria di numerosi centri dell'isola lo portò a studiare il fenomeno dell'abusivismo edilizio, sotto l'aspetto normativo, tipologico e tecnologico, senza mai trascurare quello sociologico, ed alla ricerca di soluzioni condivisibili che tenessero conto dell'entità del fenomeno e delle cause che lo avevano prodotto.
L'ultimo periodo della sua attività, durato circa un ventennio, fu caratterizzato da studi sulla progettazione assistita, sulla progettazione collaborativa, sulla interoperabilità, sulla formalizzazione degli schemi edilizi e su tutta l'attività internazionale dell'Education and research in Computer Aided Architectural Design in Europe (eCAADe) di cui fu, per altro, responsabile nazionale.
L'archivio professionale è stato donato dalla famiglia al Dipartimento di Progetto e Costruzione Edilizia dell'Università di Palermo ed è conservato presso il Dipartimento di Architettura della stessa Università che ha assorbito i Dipartimenti di Progetto e Costruzione Edilizia, Rappresentazione, Storia e Progetto nell'Architettura, Città e territorio, Disegno Industriale.
L'11 maggio 2016 gli è stata intestata la Direzione del Dipartimento di Architettura.